# Philippe Chevallier
Philippe Chevallier (Annemasse, 26 aprile 1961) è un dirigente sportivo, ex ciclista su strada ed ex pistard francese.

## Carriera
Professionista dal 1982 al 1991, in carriera ha vinto una tappa al Tour de France. Dopo il ritiro ha lavorato in ambito dirigenziale sempre nel mondo del ciclismo, prima all'ASO e poi all'UCI. In seguito è stato general manager del team francese AG2R La Mondiale.

## Palmarès

### Strada
- 1979 (Juniores, una vittoria)

Campionati francesi, Prova in linea Juniores
- 1980 (Dilettanti, una vittoria)

Classifica generale Tour du Gévaudan Languedoc-Roussillon
- 1981 (Dilettanti, due vittorie)

Paris-Auxerre
Grand Prix du Faucigny
- 1983 (Renault-Elf, una vittoria)

9ª tappa Tour de France (Bordeaux > Pau)
- 1984 (Renault-Elf, due vittorie)

Classifica generale Tour du Vaucluse
1ª tappa Tour de l'Avenir (Valence-d'Agen > Figeac)
- 1987 (Toshiba, una vittoria)

Berner Rundfahrt

#### Altri successi
- 1982 (Renault-Elf)

2ª tappa Étoile des Espoirs (Tolosa, cronosquadre)
- 1984 (Renault-Elf)

1ª tappa Giro d'Italia (Lucca > Marina di Pietrasanta, cronosquadre)

### Pista
- 1979

Campionati francesi, Inseguimento individuale Juniores

## Piazzamenti

### Grandi Giri
- Giro d'Italia

1984: 108º
1987: 55º
- Tour de France

1983: 47º
1985: 57º

### Classiche monumento
- Liegi-Bastogne-Liegi

1985: 75º

### Competizioni mondiali
- Campionati del mondo su pista

Buenos Aires 1979 - Inseguimento individuale Junior: 3º
Buenos Aires 1979 - Inseguimento a squadre Junior: 2º
- Campionati del mondo su strada

Praga 1981 - In linea Dilettanti: 6º
- Giochi olimpici

Mosca 1980 - Inseguimento a squadre: 5º